# Chimarra septemlobata
Chimarra septemlobata är en nattsländeart som beskrevs av Oliver S. Flint Jr. 1991. Chimarra septemlobata ingår i släktet Chimarra och familjen stengömmenattsländor. Inga underarter finns listade i Catalogue of Life.